# Aflorimentul Goian
Aflorimentul Goian este un monument al naturii de tip geologic sau paleontologic în raionul Criuleni, Republica Moldova. Este amplasat lângă satul Goian, la 0,5 km de trecerea magistralei M21 Chișinău–Dubăsari peste R4 Chișinău-Criuleni (ocolul silvic Vadul lui Vodă, parcela 7B). Are o suprafață de 1 ha, sau 0,84 ha conform unor aprecieri mai recente. Obiectul este administrat de Întreprinderea de Stat pentru Silvicultură Chișinău.

## Descriere

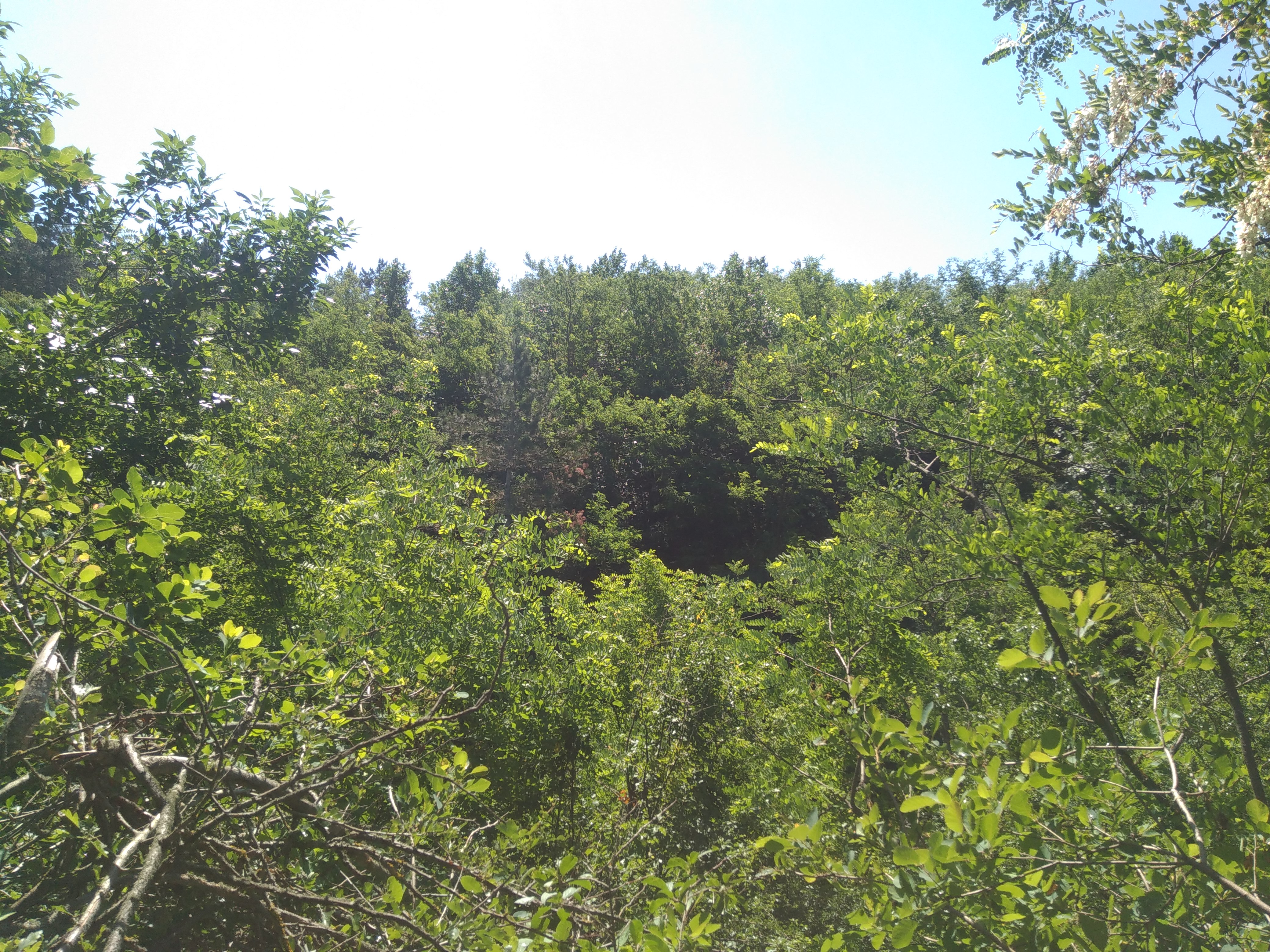
Vedere peste zona împădurită a aflorimentului

În timpul construcției șoselei R4 Chișinău-Criuleni, la o adâncime de cca 2 m au fost descoperite resturile scheletice pietrificate ale unui animal de talie robustă. Osemintele au fost scoase la suprafață și studiate de B. Tarabukin, angajat al Muzeului de Etnografie și Istorie Naturală a Moldovei. Cele peste 60 de fragmente de oase descoperite aparțin a două specii rare de dinoteriu (Deinotherium giganteum și D. (Prodeinotherium) bavaricum), atribuite neogenului superior (12-7 milioane de ani în urmă). Au fost descoperite și unele fragmente de oase de hiparion.

## Statut de protecție

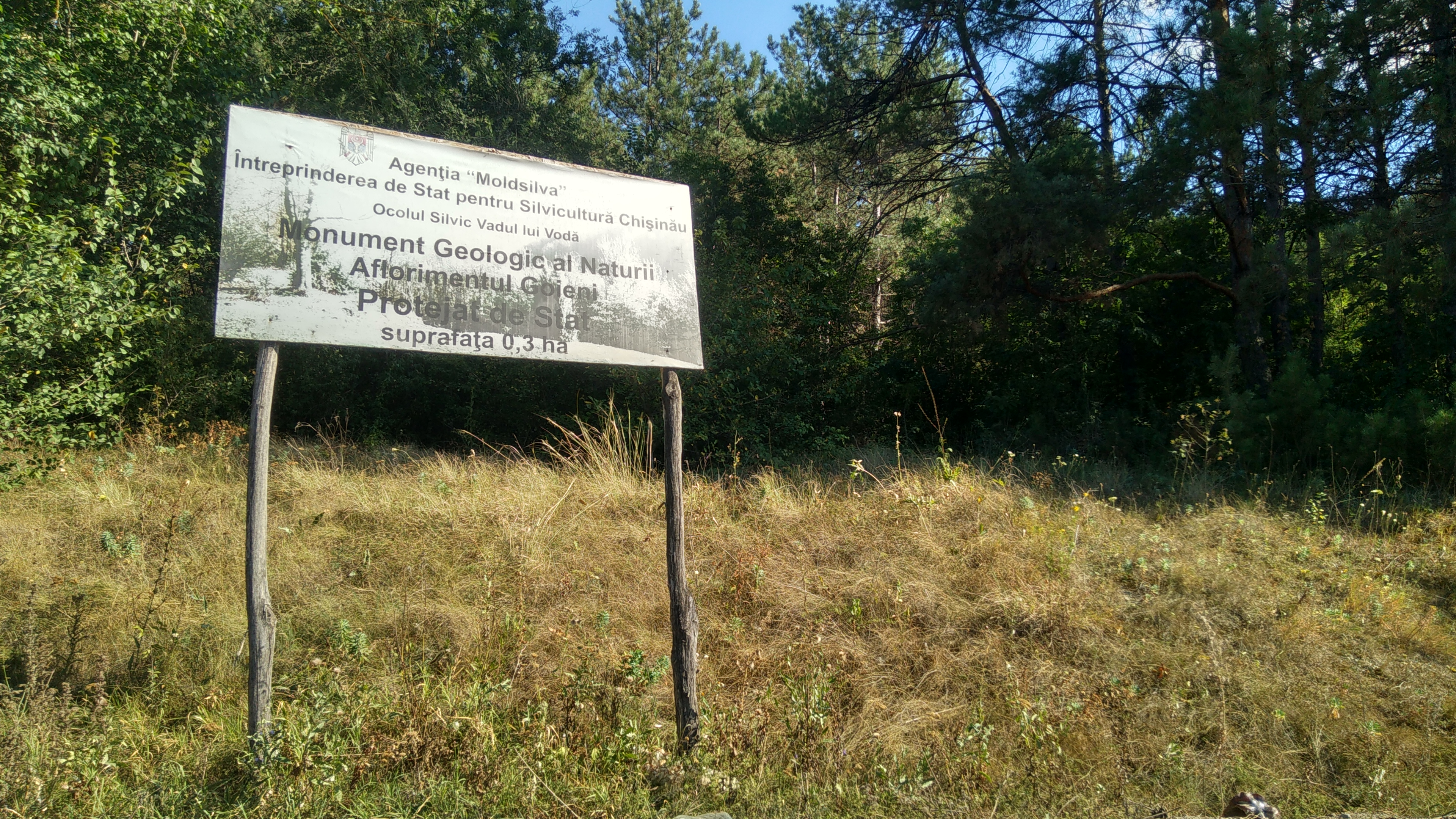
Panou informativ în preajma ariei protejate, la marginea traseului Chișinău–Dubăsari

Obiectivul a fost luat sub protecția statului prin Legea nr. 1538 din 25 februarie 1998 privind fondul ariilor naturale protejate de stat. Deținătorul funciar al monumentului natural era, la momentul publicării Legii din 1998, Gospodăria Silvică de Stat Chișinău, care între timp a fost reorganizată în Întreprinderea de Stat pentru Silvicultură Chișinău.
Monumentul geologic este de interes ridicat pentru cercetătorii proboscidienilor fosili în vederea stabilirii evoluriei dinoteriilor in Europa. Are valoare instructivă și cognitivă.
Conform situației din anul 2016, teritoriul ariei protejate nu era delimitat.